# Ernst Bernheim
Ernst Bernheim (19 de febrero de 1850 - 9 de julio de 1942) fue un historiador alemán, famoso por su influyente obra Lehrbuch der historischen Methode (1889) sobre el método histórico, y también por sus trabajos de hipnotismo y sugestión.

## Familia
Nacido en Hamburgo, hijo del mercader Louis Bernheim y Emma Simon. 
El 16 de abril de 1884 se casó con Amalie ("Emma") Henriette Jessen (Hamburgo 1861 - Greifswald 1945). Tuvieron una hija y tres hijos.
De ascendencia judía, en 1886 se convirtió al protestantismo.

## Carrera
Ernst concurrió al Johanneum desde las pascuas de 1862, y se graduó con Abitur el 22 de septiembre de 1868. De 1868 a 1872 estudió historia en Berlín, Heidelberg, and Straßburg. Se graduó con los doctorados en filosofía y en leyes en Straßburg (1873, supervisado por Georg Waitz), y obtuvo la habilitación en Gotinga (1874/75, supervisado por Julius Weizsäcker). A continuación, enseñó historia en la Universidad de Gotinga y en la Universidad de Bonn. En 1883, fue convocado por la Universidad de Greifswald como "außerordentlicher Professor" ("Privatdozent") y enseñó historia medieval. En  1889 fue nombrado y "ordentlicher Professor" y diez años después, en 1899, fue elegido Rector de la universidad.

## Período Nazi
Dada su ascendencia judía, Bernheim fue sometido a persecuciones durante el período Nazi. En 1933 se le prohibió la enseñanza, y una apelación a Hitler para recuperar su permiso no tuvo éxito. El 4 de diciembre de 1935, con la implementación de las Leyes de Nuremberg, Berheim perdió la ciudadanía alemana. Hizo una nueva apelación a Hitler, esta vez para recuperar la ciudadanía, que fue acompañada por otros de académicos de la universidad de Greifswald tuvo éxito - Bernheim recibió una"ciudadanía temporal" el 12 de enero de 1938, y así evitó la deportación en 1940. Sin embargo, apenas unas semanas antes de su muerte, su hija adoptiva sordomuda, Hetti Meyer, fue deportada a Theresienstadt y asesinada. Hetti había sido criada desde su nacimiento por Bernheim y su esposa Emma, una maestra en educación especial. Desde 1939 en adelante, los académicos nazis sistemáticamente atacaron el trabajo científico de Berheim, el cual volvió a ser apreciado en la posguerra. Bernheim murió el 3 de marzo de 1942 en Greifswald. Sus antiguos colegas pudieron evadir las órdenes nazis y enterrar su cajón en el cementerio de la ciudad el 23 de julio de 1943, aunque no les fue permitido ningún obituario.

## Memoria
Una placa conmemorativa fue puesta en su casa de Greifswald en la calle 26 Arndtstraße. Además, una calle en Greifswald lleva su nombre.